# 佳視六君子
佳視六君子是指香港佳藝電視的六個核心人物。他們本來都是無綫電視的高層，1977年末受高薪挖角到佳視任職。後來因為佳藝電視開銷太大，六人被逼辭職。事件間接引致佳藝電視倒閉。之後，他們六人分道揚鏣，並各自成為了香港電子傳媒界獨當一面的人物。
佳視六君子分別是以下六人：
- 周梁淑怡
- 葉潔馨
- 劉天賜
- 盧國沾
- 林旭華：當時任職資料搜集
- 石少鳴

## 六君子的下台
1978年中葉，當時佳視的資金開始出現緊絀，政府對於林氏兄弟以林炳炎基金不斷注資的問題作出調查後，不准許個別股東大量注資到佳視，著令佳視整頓若干與公司組織有關的事務。
周梁淑怡突然召集核心團隊成員(即六君子)到澳門一日遊，其間討論到佳視內部財政的問題。
回港後不久，六君子於晚上親自到老闆林秀榮的家中討論，其中林秀榮提出大幅削減佳視每月的製作費用，但六君子發覺如果大幅削減製作費用，等如要大幅削減員工，令製作中的節目資素大為下降等。於是未能達成共識。
面談後，眾人回到周梁淑怡家繼續討論，發覺無力回天，最後決定辭職，在林秀榮上班前，把辭職信交到其佳視的辦公室。